# Noyau interpédonculaire
Le ganglion interpédonculaire est une masse de cellules nerveuses qui se trouve entre les pédoncules cérébraux sur le plan médian, il est juste en arrière du pont (la protubérance annulaire).